# 潜洲

潜洲的矢量地图

潜洲是南京的一座小岛，位于鼓楼区和建邺区之间的长江上，归建邺区管辖，北端距离中山码头仅500米，面积约2平方千米。由于此岛不通航，普通市民难以登岛。根据报道，目前岛上有少量居民从事农业生产活动，其中包括一名来自香港的承包商。此外，岛上还有生活有大量鸟类，因此有鸟类爱好者呼吁加强对岛上的鸟类的保护。